# Cereus saddianus
Cereus saddianus es una especie de planta suculenta perteneciente al género Cereus, dentro de la familia Cactaceae. Es endémica del centro-oeste de Brasil. 

## Descripción
Cereus saddianus es una especie de cactus que crece en forma de árbol, forma un tronco llamativo y  alcanza alturas de 2 a 6 m. Los tallos son verticales, cilíndricos y de color verde grisáceo, con un diámetro de hasta 6,5 cm. 
Presenta de 8 a 9 costillas onduladas que miden hasta 1,5 cm de alto. Sobre ellas se asientan areolas  con lana blanca, separadas unas de otras de 1,7 a 2 cm. Las espinas son puntiagudas, en forma de aguja y son de color amarillo claro con la base más oscura. Entre ellas se distingue una única espina central que mide de 1,3 a 2,5 cm de largo y de 5 a 7 espinas marginales que apuntan hacia abajo, de 0,5 a 1,2 cm de largo.
Las flores son blancas, nocturnas y miden entre 7,5 y 8 cm de largo y hasta 4 cm de diámetro. Los frutos son elipsoides y alcanzan una longitud de 4,5 a 5,5 cm, con un diámetro de 2 a 4 cm. Su pulpa es ligeramente rosada.

## Distribución y hábitat
El área de distribución nativa de esta especie es el centro-oeste de Brasil (concretamente en el estado de Mato Grosso) y crece principalmente en el bioma tropical estacionalmente seco.

## Taxonomía
La primera descripción de esta especie fue como Monvillea saddiana , publicada en 1985 por los botánicos brasileños Carlos Toledo Rizzini y Armando de Mattos en la Revista Brasileira de Biologia 45: 304 en el año 1985.
Más tarde, el botánico alemán Pierre Josef Braun trasladó la especie al género Cereus, por lo que pasó a llamarse Cereus saddianus. Registró estos cambios en la revista científica Bradleya 6: 86, publicada en 1988.
Etimología
- Cereus: nombre genérico que deriva del término latíno cereus (que se traduce como 'vela' o 'cirio'), haciendo alusión a su forma alargada perfectamente recta.[6]
- saddianus: epíteto específico otorgado en honor al botánico brasileño Nagib Saddi, del Jardín Botánico de la Universidad Federal de Mato Grosso (Cuiabá, Brasil).[7]

## Estado de conservación
En la Lista Roja de Especies Amenazadas de la UICN, la especie está clasificada como “Peligro Crítico (CR)”.

## Usos
Se cultiva principalmente como planta ornamental y su propagación se realiza a través de esquejes o semillas.